# Fasciolaria tulipa
Fasciolaria tulipa är en snäckart som först beskrevs av Carl von Linné 1758.  Fasciolaria tulipa ingår i släktet Fasciolaria och familjen Fasciolariidae. Inga underarter finns listade i Catalogue of Life.

## Bildgalleri

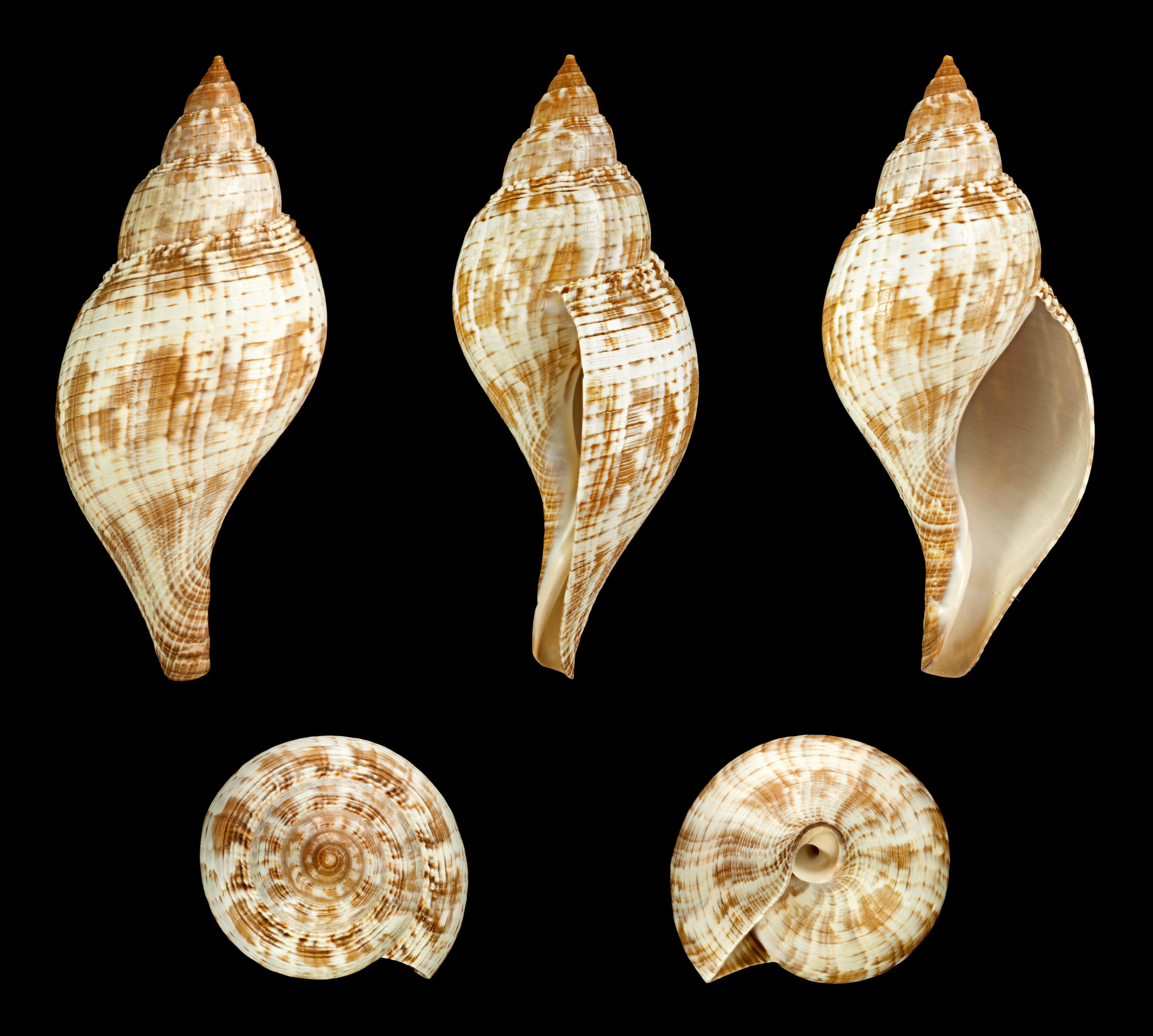
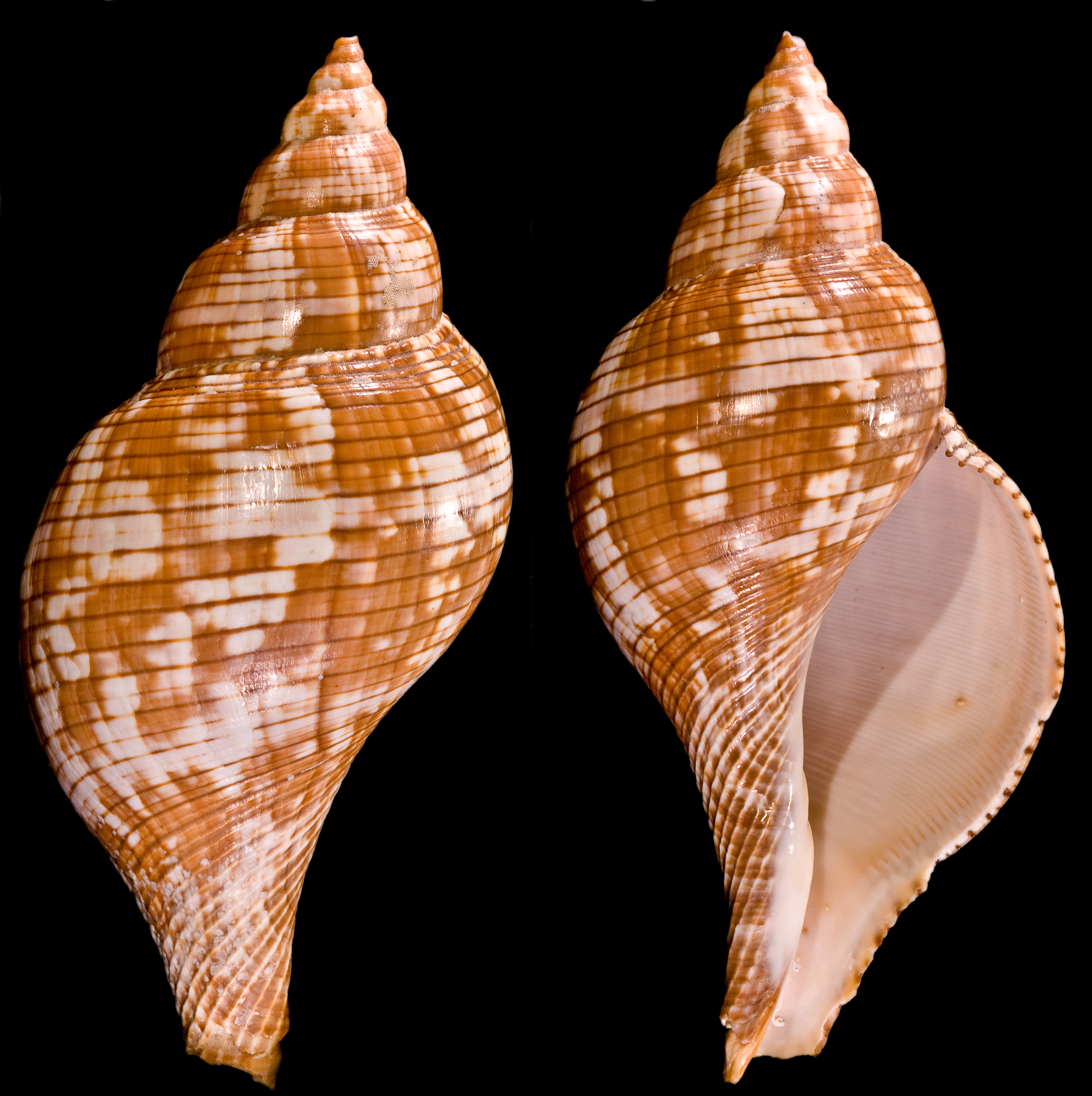
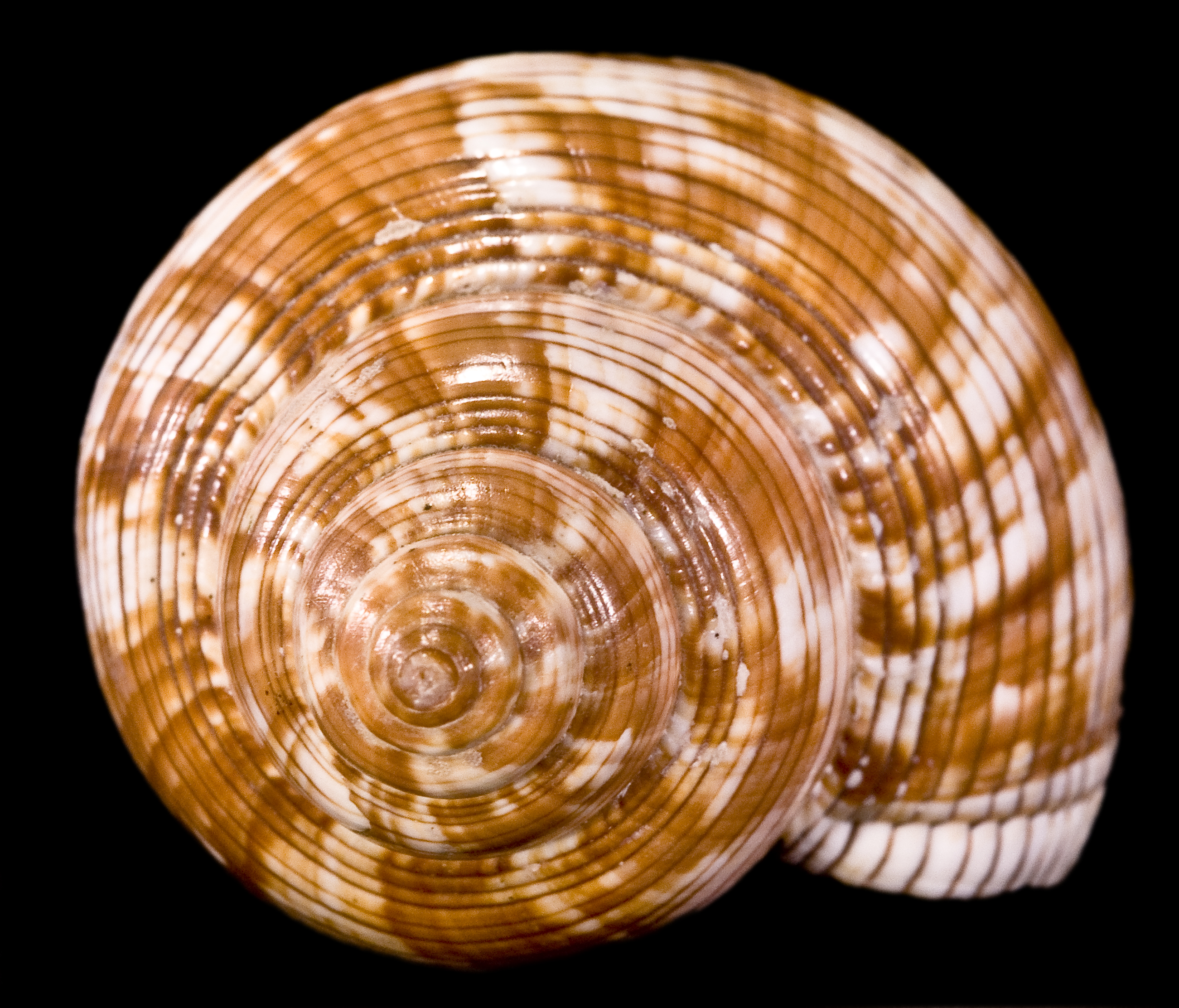
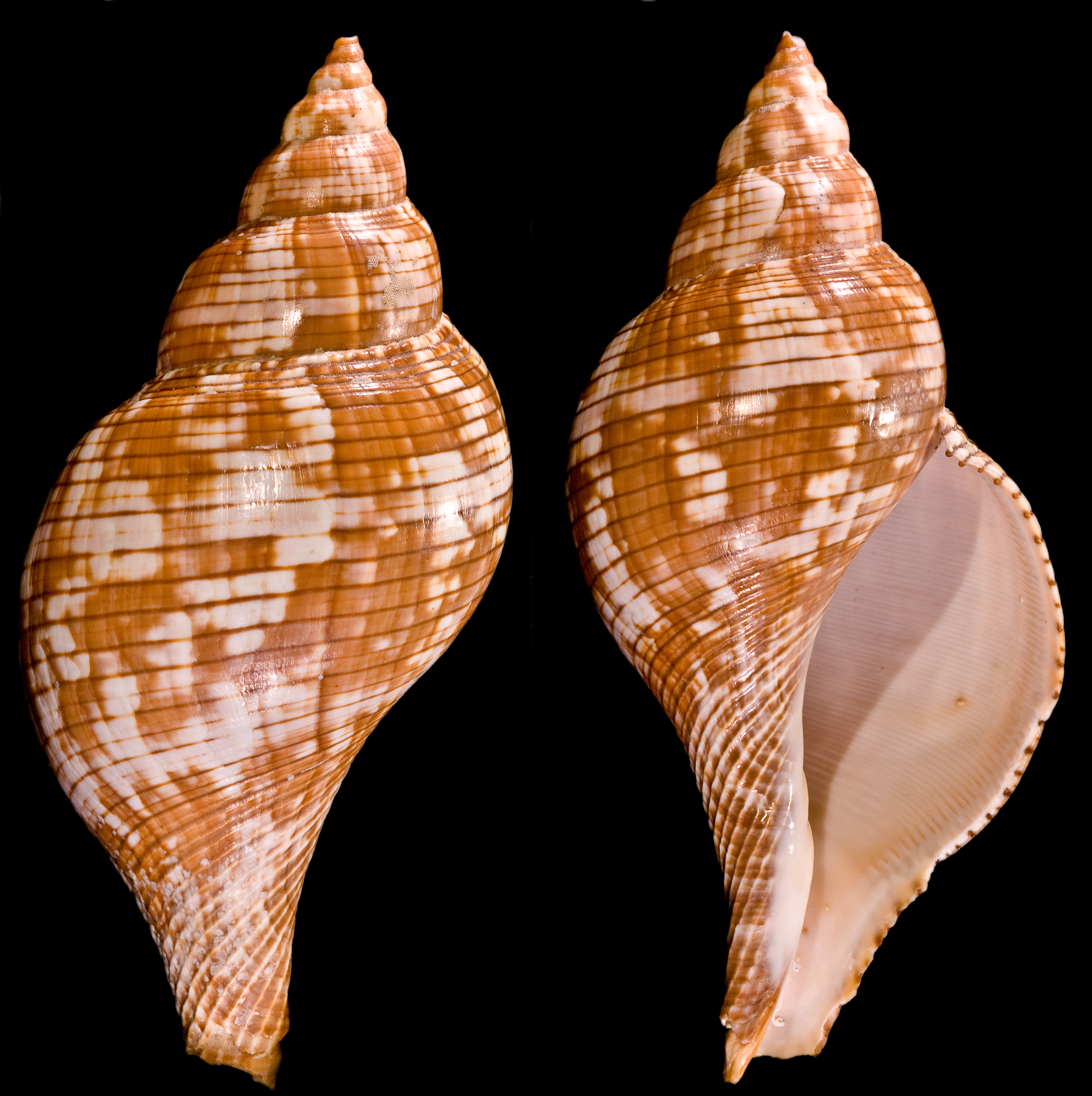
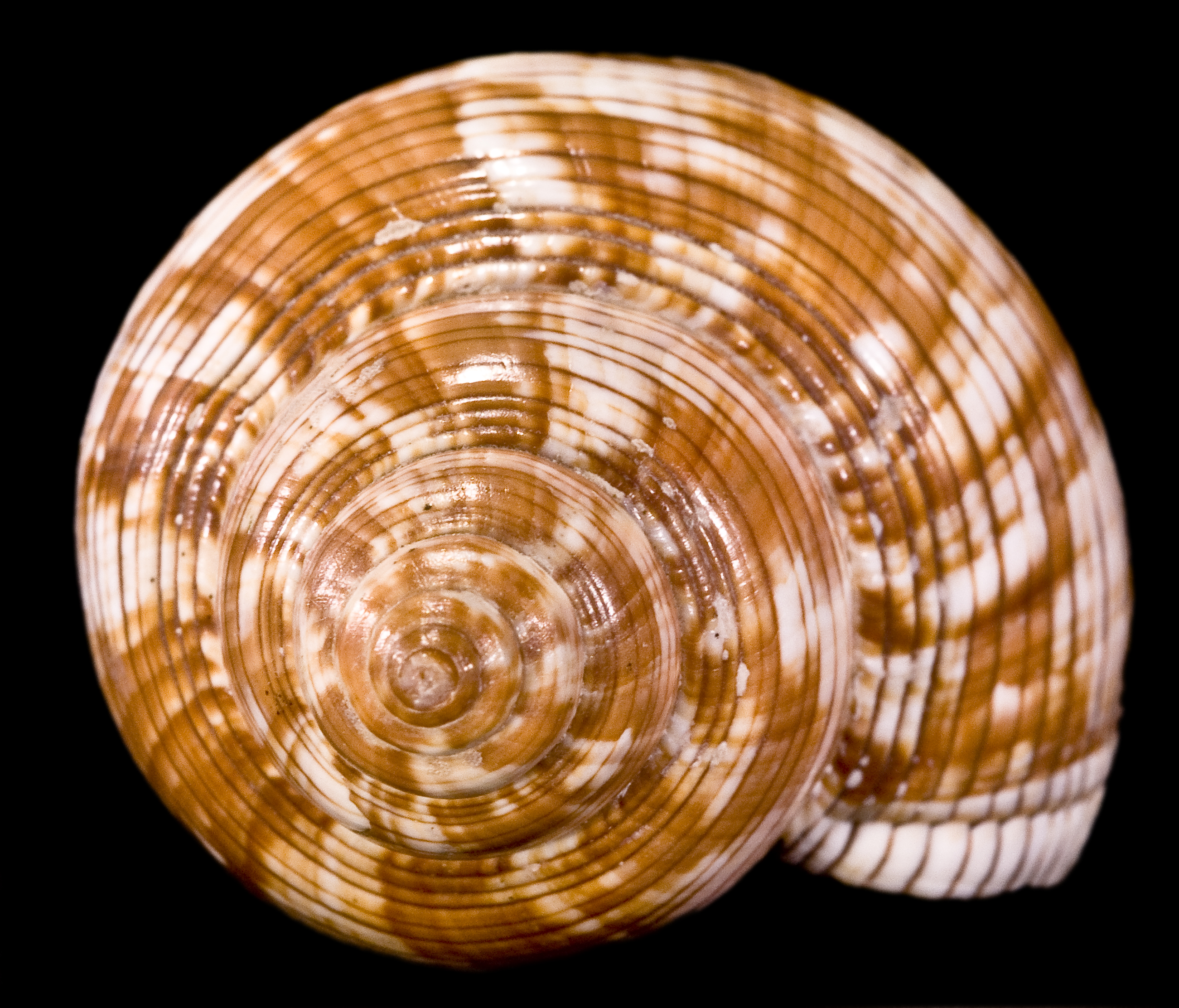